# Castanheira (Mato Grosso)
Castanheira – miasto i gmina w Brazylii, w stanie Mato Grosso.